# Heilig-Geist-Kirche (Wittstock/Dosse)

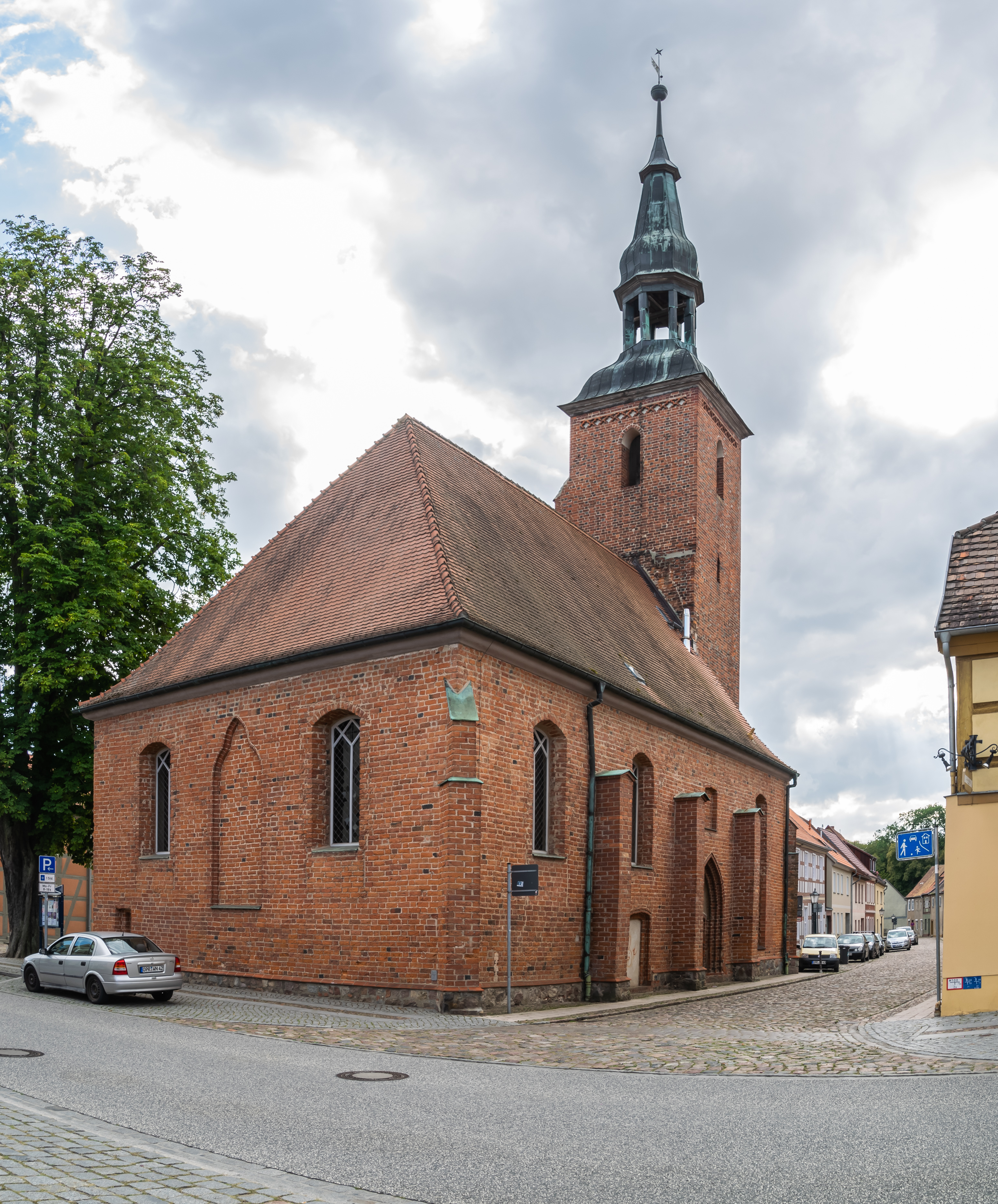
Heilig-Geist-Kirche in Wittstock/Dosse

Die evangelische Heilig-Geist-Kirche ist eine Saalkirche in Wittstock/Dosse, einer Stadt im brandenburgischen Landkreis Ostprignitz-Ruppin. Sie gehört zur Gesamtkirchengemeinde Wittstock im Kirchenkreis Wittstock-Ruppin der Evangelischen Kirche Berlin-Brandenburg-schlesische Oberlausitz. Das Gebäude steht unter Denkmalschutz.

## Geschichte
Die Heilig-Geist-Kirche wurde um das Jahr 1300 als kreuzgewölbter Backsteinbau mit zwei gleich hohen Schiffen erbaut und diente im Mittelalter den Kaufleuten und Reisenden als Andachtskirche. Vor 1400 wurde ein Turm mit einem einfachen Spitzhelm gebaut.
Im Jahr 1704 traf ein Blitz den Kirchturm, der daraufhin vollständig ausbrannte. 1716 fiel die Kirche einem Stadtbrand zum Opfer, wodurch das Kreuzgewölbe wahrscheinlich einstürzte. Zwischen den Jahren 1729 bis 1731 wurde die Kirche ohne Gewölbe wieder aufgebaut. Dabei erhielt der Turm seine heutige Form.
Im Jahr 1957 wurden barocke Elemente wie Altar, Seitenchöre und Bänke entfernt.
Die Kirche ist der Mittelpunkt des Gemeindezentrums “Heilig Geist”, zu welchem außerdem noch der Evangelische Kindergarten im Beginenhaus, das Catharina-Dänicke-Haus und die Ratswaage gehören.

## Baubeschreibung
Das Kirchengebäude steht im nördlichen Altstadtbereich an der Ecke Gröperstraße/Heiligegeiststraße. Die Kirche wurde erstmals im Jahr 1309 erwähnt, obwohl der heutige Bau vermutlich erst spätgotisch ist. Der Backsteinsaal ist teilweise verputzt, hat eine gerade Schließung und wird innen von einer flachen Decke überspannt. Die Innenwände weisen auf eine ursprüngliche Bauweise mit vier Jochen und zwei Schiffen hin. Der quadratische Westturm stammt aus dem 15. Jahrhundert und wurde nach Bränden bis zum Jahr 1731 wiederhergestellt. Er hat ein abgewalmtes Dach und einen neuen Turmabschluss mit Schweifhaube, Laterne und schlanker Spitze. 
Nach einem Leerstand und Verfall wurde die Kirche im Jahr 1854 erneut restauriert und geweiht. Der Innenraum wurde ab 1955 neu gestaltet; die Außenwände  wurden im Jahr 1965 verputzt. Eine weitere Restaurierung fand in den Jahren 1996/97 statt. Die Außenwände sind nur durch stichbogig veränderte Fenster und flache, diagonal gestellte Strebepfeiler gegliedert. Die Ostseite der Kirche verfügt über eine große Blende mit einem genasten Spitzbogen in Formsteinrahmung. An der Nordseite gibt es ein spätgotisches Stichbogenportal mit hoher Spitzbogenblende in rechteckiger Rücklage und Kehlen zwischen Birnstäben im Gewände. Das Westportal hat ein Gewände mit Wechsel von Rundstäben und Kehlen, darüber befindet sich ein ähnlich gestaltetes, dreiteiliges Fenster, das heute vermauert ist.

## Ausstattung
Im Jahr 1888 wurde die erste Orgel von Friedrich Hermann Lütkemüller erbaut. Im Zuge des Umbaus der Kirche wurde die alte Orgel abgetragen und kam in die Dorfkirche Gadow. Die zweite Orgel wurde von Hans-Joachim Schuke im Jahr 1965 gebaut. Sie verfügt über 818 Pfeifen.